# Lubiechów Dolny
Lubiechów Dolny (niem. Nieder-Lubbichow) – wieś w Polsce w województwie zachodniopomorskim, w powiecie gryfińskim, w gminie Cedynia. Wieś położona na granicy Żuław Cedyńskich i Puszczy Piaskowej, na południowym skraju krawędzi Doliny Dolnej Odry.
Stara wieś rycerska wzmiankowana na dokumencie z 1351 jako wieś słowiańska (villa sclavorum). Mieszkańcy od najdawniejszych czasów żyli głównie z rybołówstwa. W XVIII w, kiedy przesunięto koryto Odry na zachód, wieś stała się rolnicza.
W środku wsi, na wzniesieniu, kościół Matki Bożej Różańcowej, z XIX w, murowany z kamienia łupanego i cegły, filialny, należący do parafii w Czachowie.
Na budynku dawnej szkoły tablica pamiątkowa poświęcona Czciborowi, bratu Mieszka I, z okazji 1000-lecia zwycięstwa w bitwie pod Cedynią 972 r.
Przez Lubiechów Dolny prowadzi znakowany czerwony turystyczny Szlak Nadodrzański i rozpoczyna się niebieski Szlak Wzgórz Morenowych.
W latach 1975–1998 miejscowość administracyjnie należała do województwa szczecińskiego.

## Ochrona przyrody
Wieś położona w północnej części Cedyńskiego Parku Krajobrazowego, w pobliżu trzy rezerwaty przyrody:
1. "Bielinek"
2. "Olszyna Źródliskowa"
3. "Dolina Świergotki"

Pomniki przyrody - dwa dęby (o obwodach 440 cm i 680 cm) - na wysokiej ochronnej kamiennej podmurówce, na północnym skraju wsi, po wschodniej stronie drogi do Piasku.
Zobacz też: Lubiechowo, Lubiechów, Lubiechów Górny